# Chamaedorea radicalis
Chamaedorea radicalis là loài thực vật có hoa thuộc họ Arecaceae. Loài này được Mart. mô tả khoa học đầu tiên năm 1849.

## Hình ảnh

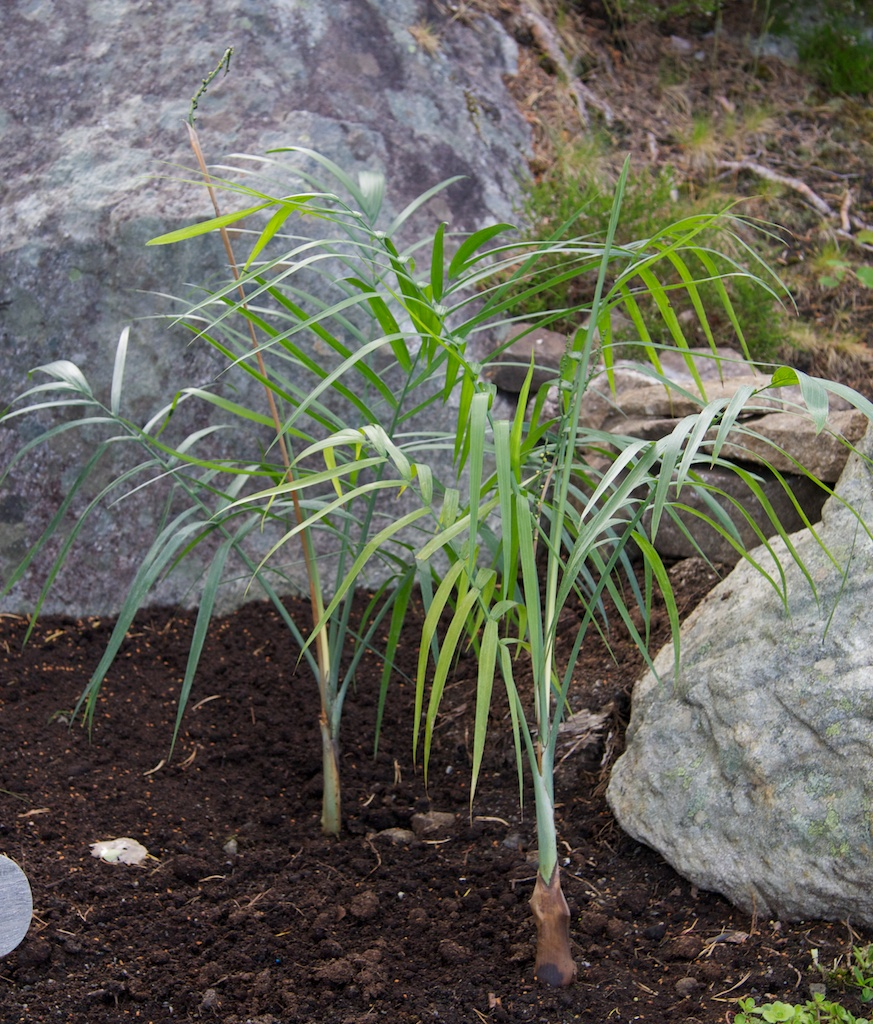
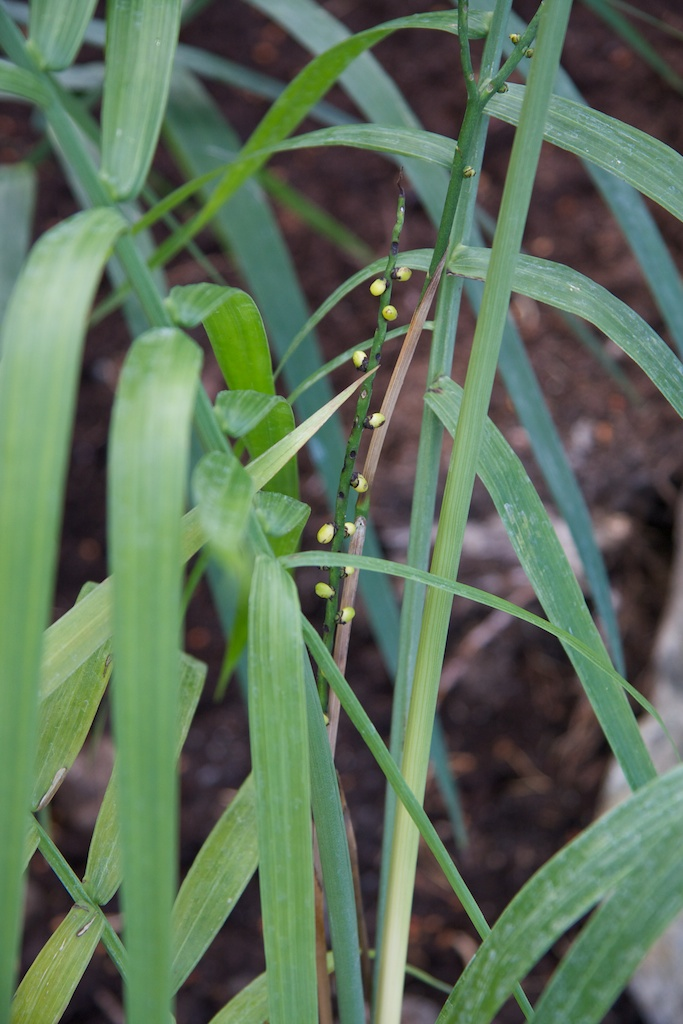